# Cantone di Nozay
Il Cantone di Nozay era una divisione amministrativa dell'arrondissement di Châteaubriant.
È stato soppresso a seguito della riforma complessiva dei cantoni del 2014, che è entrata in vigore con le elezioni dipartimentali del 2015.
Comprendeva i comuni di:
- Abbaretz
- La Chevallerais
- La Grigonnais
- Nozay
- Puceul
- Saffré
- Treffieux
- Vay